# Колодяжин
Колодяжин — древнерусский город-крепость, существовавший на Волыни в XII—XIII веках.

## История
До разрушения Колодяжин был одним из хозяйственно-административных центров на территории Галицко-Волынского княжества.
Был разрушен и сожжён монголо-татарами в 1241 году. Упоминание о Колодяжине имеется в Галицко-Волынской летописи как об одном из немногих городов Юго-Западной Руси, оказавших сопротивление войску Батыя после захвата Киева. Согласно летописи, монголы установили вокруг Колодяжина двенадцать стенобитных машин, однако не могли разбить стены. Тогда они пообещали защитникам города сохранение их жизней, на что те в конечном итоге согласились, однако были вероломно перебиты. По одной из версий, именно Колодяжин имелся в виду Рашид-ад-Дином, когда тот писал о взятии города Учогул Уладмур, что в переводе означает «город трёх сыновей Владимира».

## Городище
Городище Колодяжина находится близ села Колодежно Романовского района Житомирской области, на правом берегу реки Случь. Поселение с двух сторон ограничивали глубокие овраги, с третьей — сорокаметровый обрыв к реке, с четвёртой — двойная линия дугообразных (высота 4,5 м) валов и рвов. Основу конструкции вала составлял ряд из более чем 70 клетей, приспособленных для жилья, но сверху перекрытых насыпью вала. Изнутри к ним примыкал другой ряд клетей хозяйственного назначения. В центре площадки находились обычные полуземляночные жилища.

## Раскопки
В 1931 году остатки города обследовались археологом Ф. Н. Молчановским. Раскопки на территории Колодяжина проводились в 1948—1953 годах Волынской археологической экспедицией. Были исследованы обгоревшие остатки 22 деревянных домов срубного типа, мастерские, находившиеся за оборонительным валом. На территории прилегающего к укреплениям посада раскопаны 16 жилых полуземлянок. На городище были найдены останки павших в бою защитников города, а также большое количество орудий труда, предметов быта и культа, ювелирных украшений, оружия и проч. Учёные обнаружили также повреждённые пожарами запасы зерна и других продуктов.